# Limnophora beckeri
Limnophora beckeri este o specie de muște din genul Limnophora, familia Muscidae. A fost descrisă pentru prima dată de Stein în anul 1908. Conform Catalogue of Life specia Limnophora beckeri nu are subspecii cunoscute.